# Kleanthis Vikelidisstadion
Het Kleanthis Vikelidisstadion (Grieks: Στάδιο Κλεάνθης Βικελίδης) is een multifunctioneel stadion in Thessaloniki, een stad in Griekenland. Het stadion heette eerder Gipedo Areos. De bijnaam van het stadion is 'Charilaou'.
Het stadion is vernoemd naar Kleanthis Vikelidis (1916–1988), een Grieks voetballer die tussen 1933 en 1949 speelde voor Aris FC en het Griekse voetbalelftal. In het stadion is plaats voor 22.000 toeschouwers. Het stadion werd geopend op 6 november 1951. Het werd drie keer gerenoveerd. In 1972 kwam er een nieuw dak, in 1975 kwam er een nieuwe noordelijke tribune bij en in 2004 om het stadion geschikt te maken voor de Olympische Spelen.
Het stadion wordt vooral gebruikt voor voetbalwedstrijden, de voetbalclub Aris FC maakt gebruik van dit stadion. Het stadion werd in 2004 gebruikt voor het voetbaltoernooi als trainingsveld. Het Griekse voetbalelftal speelde hier een aantal interlands.

## Interlands
| 1 | 16 november 1977  | Griekenland – Joegoslavië | 0–0 | Balkan Cup           | 18.000 |
| 2 | 28 januari 1981   | Griekenland – Luxemburg   | 2–0 | WK 1982 kwalificatie | 10.000 |
| 3 | 23 september 1981 | Griekenland – Zweden      | 2–1 | Vriendschappelijk    | 10.000 |
| 4 | 14 oktober 1981   | Griekenland – Denemarken  | 2–3 | WK 1982 kwalificatie | 18.000 |
| 5 | 13 februari 2002  | Griekenland – Zweden      | 2–2 | Vriendschappelijk    | 5.000  |